# Івасюк Вероніка Миколаївна
Вероніка Івасюк (12 жовтня 1995, Коломия) — українська важкоатлетка. Змагалася у ваговій категорії жінок до 58 кг на Літніх Олімпійських іграх 2016 року. 
На міжнародних змаганнях із важкої атлетики у Бухаресті у 2012 році виборола срібну медаль у своїй ваговій категорії. Виграла срібну медаль чемпіонату Європи з важкої атлетики 2016 після підйому 90 кг ривком.
Вероніка Івасюк тренується під керівництвом заслуженого тренера України Миколи Чабана, на базі фізкультурно-спортивного клубу «Локомотив».

## Результати
| Рік              | Місце                    | Вага             | Ривок            | Ривок            | Ривок            | Ривок            | Поштовх          | Поштовх          | Поштовх          | Поштовх          | Загалом          | Місце            |
| Рік              | Місце                    | Вага             | 1                | 2                | 3                | Місце            | 1                | 2                | 3                | Місце            | Загалом          | Місце            |
| Олімпійські ігри | Олімпійські ігри         | Олімпійські ігри | Олімпійські ігри | Олімпійські ігри | Олімпійські ігри | Олімпійські ігри | Олімпійські ігри | Олімпійські ігри | Олімпійські ігри | Олімпійські ігри | Олімпійські ігри | Олімпійські ігри |
| ---------------- | ------------------------ | ---------------- | ---------------- | ---------------- | ---------------- | ---------------- | ---------------- | ---------------- | ---------------- | ---------------- | ---------------- | ---------------- |
| 2016             | Ріо-де-Жанейро, Бразилія | 58 кг            | 87               | 87               | 90               | 9                | 98               | 103              | 107              | 15               | 193              | 13               |
| Чемпіонат світу  |                          |                  |                  |                  |                  |                  |                  |                  |                  |                  |                  |                  |
| 2015             | Х'юстон, США             | 58 кг            | 83               | 85               | 87               | 22               | 96               | 101              | 103              | 28               | 188              | 25               |
| Чемпіонат Європи |                          |                  |                  |                  |                  |                  |                  |                  |                  |                  |                  |                  |
| 2017             | Спліт, Хорватія          | 58 кг            | 90               | 93               | 95               | 2                | 106              | 111              | 115              | 9                | 206              | 4                |
| 2016             | Фйорд, Норвегія          | 58 кг            | 88               | 90               | 93               | 2                | 105              | 108              | 110              | 6                | 198              | 4                |